# Yaiba: Ninja Gaiden Z
Yaiba: Ninja Gaiden Z es un videojuego de acción del género Hack and slash desarrollado por Team Ninja en colaboración con Comcept, y publicado por Tecmo Koei. Es un Spin-off de la franquicia Ninja Gaiden, de la que toma el título y algunos de los personajes. El productor Keiji Inafune es el responsable de la producción del juego, los diseños de personajes y su protagonista, Yaiba. El juego fue puesto a la venta para los sistemas PlayStation 3, Xbox 360 y Microsoft Windows el 18 de marzo de 2014 en América del Norte, el 20 de marzo de 2014 en Australia, el 21 de marzo de 2014 en Europa, y el 27 de marzo de 2014 en Japón.

## Sinopsis
El juego se centra en la vida de Yaiba Kamikaze, un poderoso ninja. Yaiba fue una vez parte de un clan que puso a prueba sus propias habilidades al obligarle a enfrentarse con un miembro de alto rango; al cual consiguió derrotar. Sin embargo, después de ascender puestos y lograr la máxima reputación, Yaiba decide masacrar a su propio clan y dejar a los supervivientes moribundos. En su marcha, se encuentra con Ryu Hayabusa (protagonista principal de la serie Ninja Gaiden) y decide retarlo, ya que considera a Ryu como el enemigo más débil de cuantos se ha enfrentado. Sin embargo, durante el combate, Yaiba es derrotado por Ryu y pierde el brazo y ojo izquierdo, perdiendo también la vida.
Más tarde, Yaiba es rescatado por una misteriosa organización que lo trae de vuelta a la vida y restaura partes de su cuerpo perdidos con partes mecánicas, convirtiéndolo así en un ninja mitad humano, mitad ciborg. Yaiba se ve envuelto en medio de una batalla a causa de un brote de zombi y que Ryu Hayabusa está involucrado en este desastre de algún modo. Yaiba decide trabajar con la organización que lo resucitó con el fin de vengarse contra Ryu, y de paso ayudar a poner fin a la propagación de la infección zombi.

## Sistema jugable
Yaiba: Ninja Gaiden Z pertenece al género Hack and slash que cuenta con una jugabilidad similar a los títulos de la serie principal. El jugador puede correr, saltar, bloquear y atacar a los enemigos utilizando la espada de Yaiba. Un multiplicador de puntos en la derecha de la pantalla, que va aumentando el número de golpes consecutivos. El modo de "Técnica definitiva" visto en otros títulos ha sido sustituido por un modo llamado "Sed de sangre" que, cuando se activa, permite Yaiba destruir a varios enemigos a su alrededor en rápida sucesión.

## Desarrollo
Yaiba: Ninja Gaiden Z se dio a conocer oficialmente el 19 de septiembre de 2012. Se reveló que, junto con el Team Ninja, Keiji Inafune estaría implicado como el director de este nuevo título de Ninja Gaiden. El 6 de junio, un nuevo tráiler apareció en GT.TV que contó con un completo vídeo de secuencias del juego, junto con un breve fragmento de juego en tiempo real. El 8 de octubre, se anunció que Ninja Gaiden Z sería puesto en libertad en Microsoft Windows a través de Steam. Fue la primera vez que un título de Ninja Gaiden iba a ser puesto a la venta en esa plataforma en la historia de la franquicia.
El dibujante de cómics canadiense James Stokoe ha creado varias piezas de arte para el juego, mostradas en la Comic Con de Nueva York. El juego también incluye un pequeño cómic que narra una corta historia de Yaiba previa a la del juego, publicado por Dark Horse Comics. Fue redactado por escritores Tim Seeley y Josh Eamons, e ilustrado por Rafael Ortiz. El cómic fue puesto como descarga gratuita en el sitio web de Dark Horse el 23 de enero de 2014. La primera edición, primera parte de tres, está disponible para descargar de forma gratuita en el sitio de Dark Horse.
El 13 de diciembre de 2013, se anunció que Beck, personaje del videojuego Mighty No. 9, sería un personaje jugable de bonificación en Ninja Gaiden Z en forma de contenido descargable. Este fue un acuerdo alcanzado entre Comcept y Tecmo Koei, debido a que Keiji Inafune es productor de ambos títulos.

## Recepción
Yaiba: Ninja Gaiden Z tuvo críticas mixtas, pero en su mayoría fueron notablemente negativas. La versión de PS3 recibió una calificación de 46 en Metacritic y una calificación de 42.86% en GameRankings, mientras que la versión de Xbox 360 fue puntuado con un 50 en Metacritic y un 45,71% en GameRankings.